# Antonio Landeta y Álvarez-Valdés
Antonio Landeta y Álvarez-Valdés (La Coruña, 30 de noviembre de 1936) Abogado y político español de Asturias que perteneció al Partido Popular y actualmente es el presidente de la Comisión de Garantías Estatutarias de Foro Asturias. Está casado, con dos hijos.

## Biografía
Su abuelo paterno, Antonio Landeta, fue Senador por Asturias durante más de 15 años. Su abuelo materno, Ramón Álvarez Valdés, fue Diputado por Asturias varias legislaturas y Ministro de Justicia. Y su padre, Fermín Landeta, fue presidente de la Diputación Provincial de Asturias en una de las etapas más difíciles para esta región, entre 1934 y 1936. Y todos ellos pertenecieron a un solo partido, el Partido Reformista de Melquiades Álvarez.
Es licenciado en Derecho por la Universidad de Oviedo y ejerce la abogacía desde el año 1960 en los colegios de Oviedo, Gijón y Madrid. Ingresó en Alianza Popular en el año 1977 aunque su carrera política comenzó como concejal del Ayuntamiento de Oviedo en las primeras elecciones democráticas. En aquella ocasión, su voto fue decisivo para que Luis Riera Posada accediera a la alcaldía de Oviedo. En esa corporación municipal ocupó, entre otros cargos, el de presidente de la Sociedad Ovetense de Festejos que, por aquel entonces, llegó a alcanzar los 30.000 socios. En las municipales de 1983 fue elegido nuevamente concejal; asimismo entre 1977 y 1987 fue Presidente de la Junta Local de Oviedo. Fue diputado de la Junta General del Principado desde la Legislatura provisional hasta la III Legislatura, es decir, catorce años ininterrumpidos durante los que ejerció los cargos de secretario y vicepresidente segundo de la Mesa. En la II Legislatura fue elegido presidente del Parlamento asturiano, como consecuencia del denominado “Pacto de la Jirafa” alcanzado entre Alianza Popular, el Centro Democrático y Social e Izquierda Unida. Fue también diputado en el Congreso de los Diputados durante ocho años, en la V y en la VI Legislatura (1993-2000). En este periodo perteneció a las comisiones de Industria y RTVE y, además, ejerció como portavoz de Energía del Partido Popular y presidió la Comisión de Energía Nuclear, siendo ponente en la Ley del Sistema Eléctrico y la Ley de Hidrocarburos

## Cargos políticos
- Presidente de la Junta Local de Alianza Popular de Oviedo entre 1979 y 1987
- Vicepresidente Segundo de la Junta General del Principado de Asturias entre 1983 y 1987
- Presidente de la Junta General del Principado de Asturias entre 1987 y 1991
- Vocal de la Comisión de Presupuestos desde el 23/02/1999 al 18/01/2000 ^
- Vocal de la Comisión de Industria, Energía y Turismo desde el 16/05/1996 al 20/01/1998
- Portavoz adjunto de la Comisión de Industria, Energía y Turismo desde el 20/01/1998 al 18/01/2000
- Vocal de la Comisión de Control Parlamentario de RTVE desde el 16/05/1996 al 18/01/2000
- Vocal de la Subcomisión procesos privatización y reconv. empresas públicas(154/19) desde el 11/03/1998 al 21/12/1999
- Vocal de la Subcomisión estudio contaminac.atmosfér.zonas con centr.term. (154/13) desde el 16/04/1997 al 18/02/1998
- Ponente de la Ponencia Proy. Ley crédito extraor. mina La Camocha, SA (expt.121/54) desde el 03/06/1997 al 03/06/1997
- Ponente de la Ponencia Informes Consejo Seguridad Nuclear (expte.401/1 y 2) desde el 25/06/1996 al 18/02/1997
- Ponente de la Ponencia Proy. L. del Sector Eléctrico (expte. 121/62). desde el 30/09/1997 al 30/09/1997
- Ponente de la Ponencia Proy. L. del sector de hidrocarburos (expte. 121/99). desde el 16/04/1998 al 16/04/1998
- Ponente de la Ponencia Proy. L. tasas y precios servicios Cons.Seg.Nuclear(121/119) desde el 20/10/1998 al 24/11/1998
- Ponente de la Ponencia Informes Cons. Segur. Nuclear 1.º y 2.º semes 1997 (401/5 y 6) desde el 04/11/1998 al 10/03/1999
- Ponente de la Ponencia Informe Consejo Seguridad Nuclear 1.ª y 2.º semestre 1998(401/7 y 8) desde el 20/02/1999 al 15/12/1999
- Presidente de la Comisión de Garantías Estatutarias de Foro Asturias desde 2011

| Predecesor: Nadie                    | Vicepresidente Segundo de la Junta General del Principado de Asturias 1983 - 1987 | Sucesor: Carlos Rojo Pérez      |
| Predecesor: Juan Ramón Zapico García | Presidente de la Junta General del Principado de Asturias 1987 - 1991             | Sucesor: Laura González Álvarez |

- Datos: Q3394953